# ایندیپندنت فارسی
ایندیپندنت فارسی، بخش فارسیِ روزنامه دیجیتالی ایندیپندنت است. این روزنامه در سال ۲۰۱۹ به سردبیری کاملیا انتخابی‌فرد بنیان نهاده‌شد.

## بنیان‌گذاری
بخش فارسی خبرگزاری ایندیپندنت در تاریخ ۲۰ مه ۲۰۱۹ بنیان‌گذاری شد. کاملیا انتخابی‌فرد، در سر مقاله‌ای که در همین تاریخ تحت عنوان «به خوانندگان گرامی روزنامه ایندیپندنت فارسی خوش آمد می‌گوییم» منتشر کرد، نوشت:
«با خود کوله‌باری از ۲۸ سال تجربه روزنامه‌نگاری و رسانه را آورده‌ام. توشه‌ای آورده‌ام از نسل قدیم روزنامه‌نگاری در ایران، از دوره‌ای که نوشتن و انتشار به شیوه حروفچینی انجام می‌گرفت. خاک چاپخانه و دود میدان توپخانه تهران را خورده‌ام و در بهترین تحریریه‌های خبری جهان، از ایران تا آمریکا، قاهره و دوبی، کابل و ریاض کار کرده‌ام. در کنار بهترین اساتید روزنامه‌نگاری از نوجوانی شاگردی کرده‌ام.»

## مدیریت
این روزنامه که از بخش خاورمیانه ایندیپندنت به‌حساب می‌آید، توسط دولت عربستان و گروه سعودی پژوهش و بازاریابی مدیریت می‌شود.

## دیدگاه‌های پیرامون

### ارتباط با عربستان سعودی
به گفته گاردین ۵۰ درصد سهام این خبرگزاری متعلق به محمد ابوالجدایل است. این درحالی است که این سرمایه‌گذاری از سوی سعودی‌ها نگرانی دولت انگلستان را درپی داشت.

## نقد
مجید محمدی، از نویسندگان سابق این نشریه، پس از خاتمه همکاری از طرف سردبیر،‌ سه نقد اصلی به ایندیپندنت فارسی وارد می‌کند. اول، دیدگاه پادشاه‌خواهانه سردبیر این نشریه که به عقیده محمدی عامل از دست دادن «بخشی از مخاطبان و نویسندگان (و شاید همکاران)» بود. دوّم، «عدم رعایت اصول حرفه ای روزنامه‌نگاری» و سوم، «گرایش ووک بخشی از ویراستاران».